# Percy Tau
Percy Tau (ur. 13 maja 1994 w Witbank) – południowoafrykański piłkarz występujący na pozycji napastnika w klubie Al-Ahly Kair.